# Friedrich I. (Berchtesgaden)
Friedrich war Augustiner-Chorherr und als Friedrich I. von 1178 bis 1188 Propst des Klosterstifts Berchtesgaden.
Unter Friedrich „strebte“ der von seinem Vorgänger Dietrich begonnene Salzhandel „reich empor“.
Er übernahm dank seines Vorvorgängers Heinrich I. eine mit Privilegien ausgestattete  Propstei, der Kaiser Friedrich Barbarossa 1156 einen „Freiheitsbrief“ ausgestellt hatte. In dieser „Goldenen Bulle“ garantierte der Kaiser dem Berchtesgadener Klosterstift seinen Schutz, anerkannte dessen gegenwärtigen und zukünftigen Besitzstand und gewährte ihm zudem die Forsthoheit.
Während seiner Regentschaft ist laut Weinfurter die „Goldene Bulle“ im Jahr 1180 um die Schürffreiheit auf Salz und Metall erweitert bzw. verunechtet worden, um damit dem Klosterstift neben der Forsthoheit auch das Salzregal zu sichern.